# Mános Hatzidákis
Mános Hatzidákis (en griego: Μάνος Χατζιδάκις; Xanthi, 23 de octubre de 1925-Atenas, 15 de junio de 1994) fue un compositor de canciones y de bandas sonoras, director de orquesta, poeta y pianista griego.

## Biografía
Fue hijo del abogado Georgios Hatzidakis y de Aliki Arvanitidou. A los cuatro años de edad, comenzó su educación musical con clases de piano. Al mismo tiempo, aprendió a tocar el violín y el acordeón. Tras la separación de sus padres, se estableció con su madre en Atenas en 1932. Su padre murió en un accidente aéreo en 1938.
En 1945 inició su colaboración con el Teatro nacional de Grecia, para el que compuso la música para las principales tragedias clásicas que se incorporaron desde entonces al repertorio contemporáneo, como Agamenón, Medea, Lisístrata, Cíclopes y Eurídice, entre otras. Asimismo, compuso la música para otras obras maestras de la literatura llevadas al teatro, como Hamlet (1955) y Don Quijote (1972). En 1947, en colaboración con el poeta griego Nikos Gatsos, quien realizó la primera traducción fuera de España de la obra Bodas de Sangre de Federico García Lorca, compuso la música para la representación de dicha obra en Grecia. Compuso para Maurice Béjart, creador del ballet contemporáneo, la música de la primera representación de Los pájaros del clásico griego Aristófanes dentro de su programa Ballets del siglo XX en Bruselas en 1965.
Además de su trabajo en el teatro, fue autor de bandas sonoras de películas, como Estela (1955), América, América (1963), Sweet Movie (1974). Probablemente, su banda sonora más conocida es la que le valió un premio Óscar en 1960 con el filme Nunca en domingo, dirigido por Jules Dassin y protagonizado en el papel femenino por Melína Merkoúri. También compuso melodías para dos documentales de Jacques-Yves Cousteau en 1977.
Desde 1966 hasta 1972 residió en Nueva York, donde produjo algunos trabajos discográficos, como Ritmología, Reflections (nuevamente también con textos del propio Hatzidákis y Gatsos) y La sonrisa de la Gioconda.
Fue organizador de numerosos festivales para recuperar la música tradicional griega, creó el Trito Programa, dedicado a difundir radialmente la música clásica, que él mismo dirigió entre 1975 y 1981. En 1989 fundó la Orquesta de Colores, que sigue hoy siendo un referente en el panorama orquestal griego.
Su música destaca por su poética intimista, de matices armónicos, de combinaciones melódicas enraizadas en la música tradicional griega y por una riqueza de ritmos y timbres.

## Premios y nominaciones
Premios Óscar
| Año  | Categoría              | Canción            | Película         | Resultado |
| ---- | ---------------------- | ------------------ | ---------------- | --------- |
| 1961 | Mejor canción original | «Nunca en domingo» | Nunca en domingo | Ganador   |